# Federico Barreto
José Federico Barreto Bustíos (Tacna, 8 de febrero de 1868-Marsella, 30 de octubre de 1929) fue un poeta peruano conocido como «El cantor del cautiverio» o «El poeta del cautiverio».

## Biografía
Federico Barreto nació el 8 de febrero de 1868, hijo de Federico María Barreto Suárez y María Ventura Bustíos Bustíos. Su padre había sido coronel de infantería del ejército peruano. Sus abuelos paternos fueron José Barreto y María Dolores Suárez. El 4 de mayo de 1863 sus padres contrajeron matrimonio. El 19 de marzo de 1868 fue bautizado en la iglesia "San Ramón" por el cura propio de Tacna, el presbítero Sebastián Ramos Sors, siendo sus padrinos Manuel Erausquin y Cristina Vidal. 
Después de algunos años sus padres tuvieron a su hermana, llamada María Dolores Erminia Barreto Bustíos, quien nació el 26 de abril de 1871 y fue bautizada el 7 de mayo de 1871 por el mismo cura, siendo sus padrinos Ramon Vera Revenga y Asunta Romero de Zevallos. También tuvo un hermano llamado José María.
Federico Barreto vivió en Tacna durante la ocupación chilena que siguió a la Guerra del Pacífico. En esta ciudad llevó a cabo una intensa vida intelectual y periodística, abogando por la peruanidad de los territorios ocupados por Chile y oponiéndose a la chilenización. 
Fue miembro fundador del semanario El Progresista (1886) y del Círculo Vigil (1888). Con su hermano José María, integró el grupo literario llamado "La Bohemia Tacneña", en cuya revista literaria Letras colaboraron, entre 1896 y 1898, escritores como Rubén Darío, Clemente Palma, José Enrique Rodó y José Santos Chocano. 
Con su hermano Federico María Barreto fue codirector del diario “La Voz del Sur”. En 1911 una turba chilena destruyó las imprentas que publicaban los dos diarios peruanos de Tacna: “La Voz del Sur” y “El Tacora” (dirigido por Andrés Freyre Fernández),
En 1912, publicó el poemario Algo mío, el cual le ganó gran popularidad en el público, tanto que se agotó la edición. Fue reeditado en 1925 con igual éxito.
En 1921, publicó el relato La Procesión de la Bandera.- Episodio histórico del cautiverio de Tacna.
En 1925, habiéndose planteado la realización de un plebiscito para que los habitantes de las regiones de Tacna y Arica decidan a cuál de los dos países querían pertenecer, integró la Comisión de Propaganda de la Delegación Peruana. Basado en esta experiencia, escribió Frente al morro, un diario de la vida a bordo del navío "Ucayali", en el cual se estableció la delegación peruana frente al puerto de Arica.
En 1927, publicó el poemario Aroma de mujer.
Federico Barreto murió en Marsella, Francia, el 30 de octubre de 1929, el mismo año en que Tacna volvió a suelo peruano.
En 1968, sus restos fueron repatriados desde Marsella e inhumados en el Cementerio General de Tacna.

## La poesía de Federico Barreto
Desde el punto de vista temático, la poesía de Federico Barreto muestra dos grandes vertientes. 
La primera es la poesía que canta a su ciudad natal, Tacna, en la época de la ocupación chilena después de la Guerra del Pacífico. Observamos aquí la influencia del romanticismo en el amor al suelo patrio y la concepción de la poesía como la expresión de un pueblo. El crítico Ricardo González Vigil menciona la influencia de poetas como Manuel José Quintana y José Joaquín de Olmedo, en su reivindicación de los valores cívico-patrióticos. Esta faceta de su producción literaria es la que le ganó el apelativo de "El cantor del cautiverio". 
La segunda es la poesía amorosa, a la cual imprimió una sensualidad marcadamente intensa para la época. El ser amado en la poesía de Federico Barreto no es un objeto idealizado, sino un ser de carne y hueso. En esta vertiente se aprecia la influencia del modernismo, por su exaltación de lo sensorial y lo pasional. Sus poemas amorosos gozaron de gran popularidad.

## Obras
- Algo mío (1912)
- Aroma de mujer (1927)
- Poesías (1964) (Edición póstuma)

### Cultura popular
- Su poema "Último ruego" fue musicalizado por Rafael Otero López en forma de vals peruano. Este vals ha sido interpretado por artistas hispanoamericanos como Los Embajadores Criollos, Los Panchos, Soledad Pastorutti, Julio Jaramillo, Dyango, José Feliciano, Charlie Zaa, Enrique Bunbury, Miguel Vargas Jiménez, Bambino, Cristian Castro entre otros.

- El poema "Madre mía", musicalizado por Lucho Garland y recitado por Hudson Valdivia, es una bellísima Oda dedicada a las madres. Es recordado permanentemente en las escuelas e institutos educacionales, en cada celebración del Día de la Madre.

- El poema "Mi patria y mi bandera", musicalizado por José Sabas Libornio, es la letra de una marcha militar del mismo nombre, frecuentemente escuchada en desfiles militares. Esta marcha fue himno del Colegio Nacional Nuestra Señora de Guadalupe.

- El poema "Queja a Dios" publicado en 1912 (poemario Algo mío), y publicado antes en la Revista Actualidades del 28 de febrero de 1903 con el título "Jaspe", lleva mucha similitud con el vals "Ay Aurora" que años después Carlos Gardel junto a José Razzano interpretaran y grabaran en 1919 y se adjudicaran la autoría.[1]
- El 23 de julio de 2021, la diputada electa por Perú Libre en la circunscripción de Tacna, Betssy Betzabet Chavez Chino, juró su cargo "para trabajar (...) con la pasión de Federico Barreto". Dicha congresista llegaría a ser, durante el gobierno de Pedro Castillo, Ministra de Trabajo, de Cultura y Presidenta del Consejo de Ministros. [3]